# دوريس ليلي
دوريس ليلي (بالإنجليزية: Doris Lilly)‏ (26 ديسمبر 1926 - 9 أكتوبر 1991)؛ صحفية وروائية أمريكية.